# 林蛙
林蛙（学名：Rana temporaria）是分佈在大部份歐洲地區的青蛙。北至北極圈，東至烏拉山脈，西至愛爾蘭，但不包括伊比利亞半島、義大利南部及巴爾幹半島南部。

## 特征

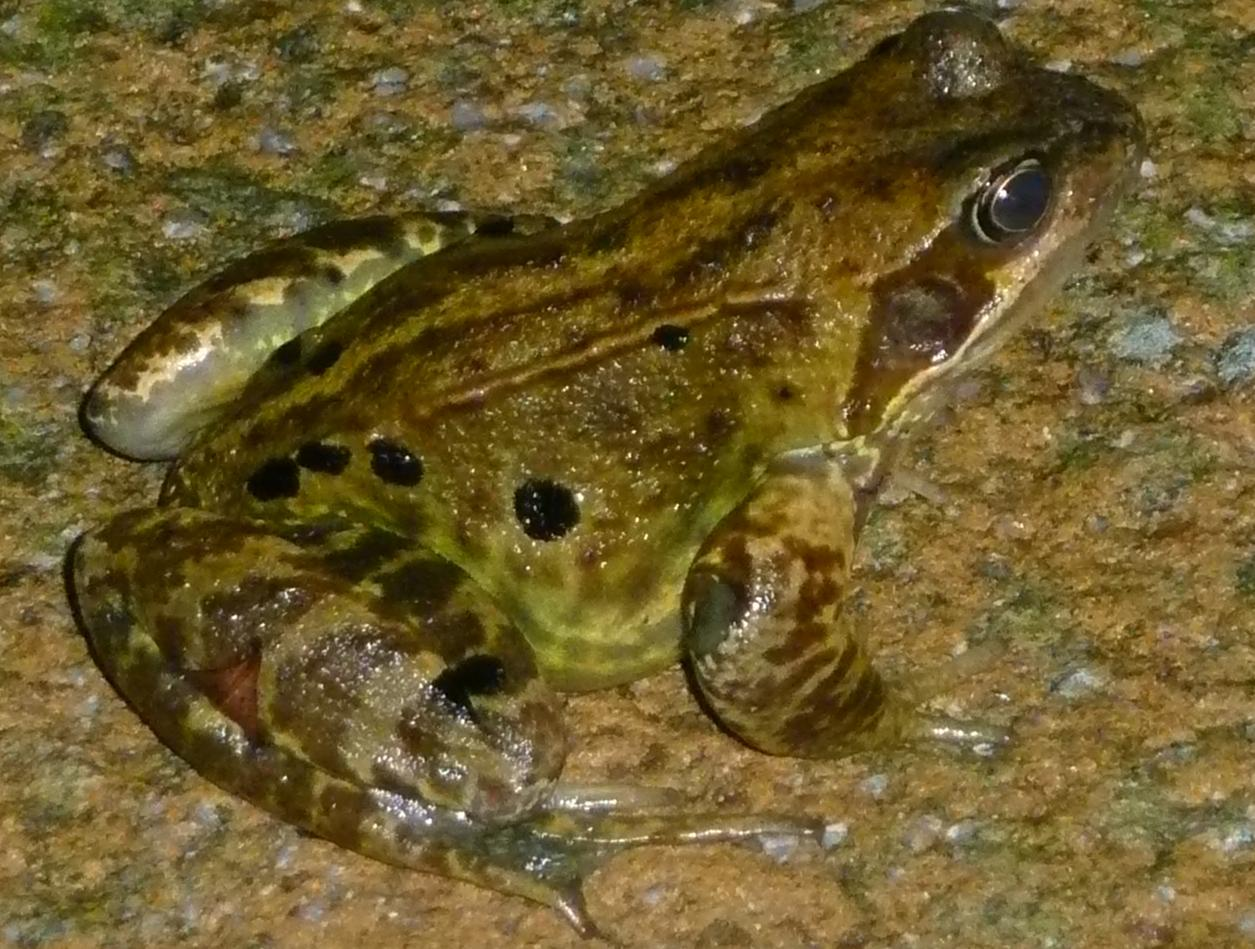
林蛙的偽裝。

林蛙約有6-9厘米長，背部及側面有多種顏色，包括橄欖綠色、灰褐色、褐色、橄欖褐色、黃色或紅褐色，不過牠們可以因應環境而放淡或加深身體的顏色。在蘇格蘭的林蛙亦有呈不尋常的黑色及紅色。另外亦有發現白化的林蛙，有著黃色的皮膚及紅色的眼睛。
林蛙的側面、四肢及背部都有不規則及深色的疙瘩，在頸部往往有一個山形斑點。林蛙的背部中央往往沒有一般兩棲類的斑汶，縱然擁有，都會較為模糊。林蛙的腹部呈白色或黃色，雌蛙的有時呈橙色，上有褐色或橙色的斑點。
林蛙的後肢較短，掌上有蹼。眼睛呈褐色，瞳孔透明而橫向，擁有透明的內眼簾可以在水中保護眼睛。
雄蛙與雌蛙不同的是其第一指的指節較硬，原因是在交配時可以牢牢的抓住雌蛙。在交配的季節，雄蛙的喉嚨會變為藍色，身體會較為淡色，而雌蛙則呈褐色或紅色。另外雄蛙有一對聲囊，而雌蛙沒有。
林蛙有時會被誤認為是蟾蜍，不過其實林蛙明顯較為大隻及會跳動，而蟾蜍則是行走的。再者，林蛙的吻較尖，皮膚較光滑。蟾蜍的眼睛後並沒有林蛙的深色疙瘩。

## 分佈

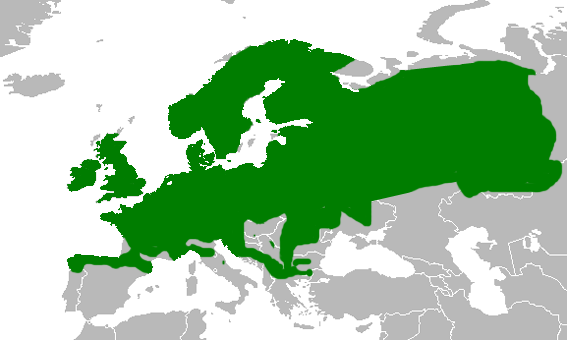
林蛙的分布圖。

林蛙廣泛分佈在大部份的歐洲地區，最北至北極圈，東至烏拉山脈，除了伊比利亞半島、義大利南部及巴爾幹半島南部以外，則包括阿爾巴尼亞、安道爾、奧地利、白俄羅斯、比利時、保加利亞、克羅地亞、捷克、丹麥、芬蘭、法國、德國、希臘、匈牙利、愛爾蘭、義大利、列支敦士登、盧森堡、馬其頓、荷蘭、挪威、波蘭、羅馬尼亞、聖馬力諾、塞爾維亞、黑山、斯洛伐克、斯洛文尼亞、西班牙、瑞典、瑞士及英國。林蛙在愛爾蘭是唯一的青蛙。不過，牠們並非原住民，而是在不明的時間及原因入侵的。林蛙入侵的其他地方包括路易斯島、謝德蘭群島及奧克尼群島。

## 飲食
林蛙會吃任何可以進口的無脊椎動物，但在交配季節則會禁食。牠們最喜歡吃昆蟲、蝸牛、蛞蝓及蠕蟲。牠們會以其長舌來捕捉獵物。牠們一生中會改變其飲食習慣，年老的林蛙只會在陸地上覓食，年青的則在水中覓食。林蛙的蝌蚪是草食性的，只會吃藻類及一些植物，但亦會吃小量的動物。

## 棲息地及習性

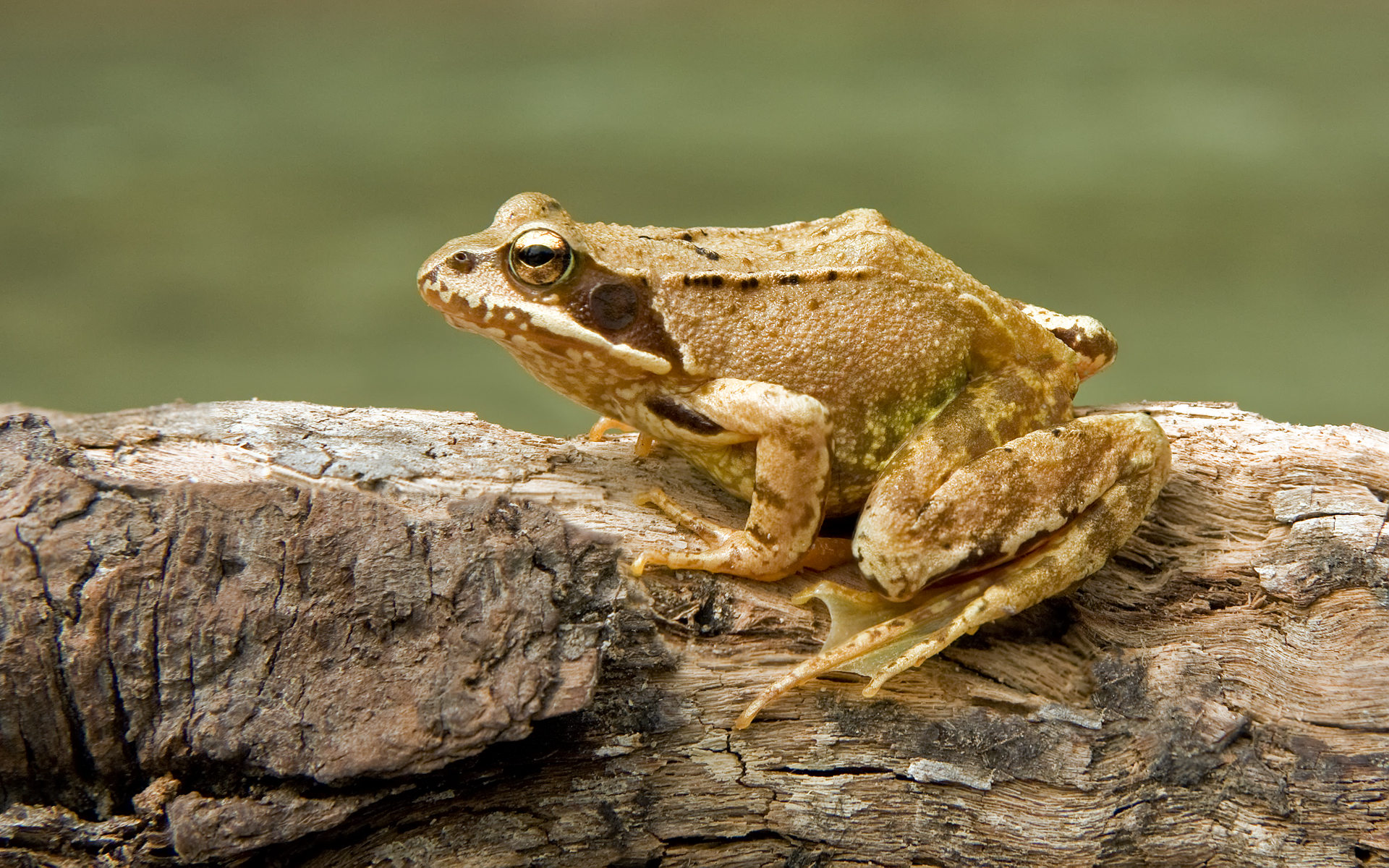
林蛙及其棲息地。

林蛙差不多全年也很活躍，只會在非常寒冷，當陸地及水也結冰的時候才會冬眠。在英國，林蛙一般會由10月下旬至1月冬眠，並於2月才起來。在更為惡劣的地區，如阿爾卑斯山，牠們會遲至6月才會起來。林蛙可以在流水、泥濘及葉堆中冬眠。牠們可以透過皮膚來呼吸，故可以在水中逗留較長的時間。

## 繁殖

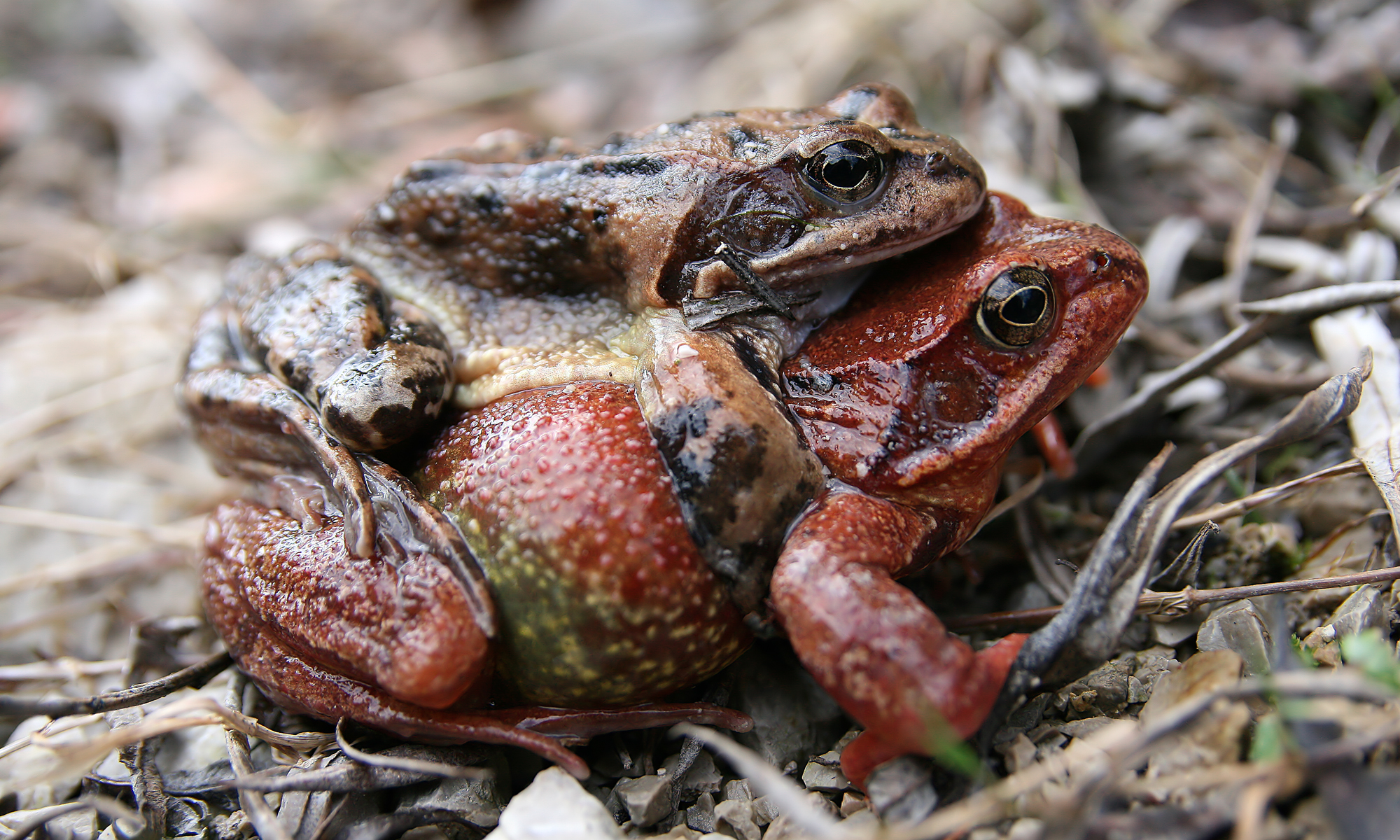
交配中的林蛙。

林蛙會在淺及停留的淡水中產卵，如水池，並一般在3月產卵。成年的林蛙會聚集在水池，並爭奪與雌蛙交配。牠們會彼此叫囂，勝出的雄蛙會以前肢抓住雌蛙。在交配的季節，雄蛙第一指的指節較為深色。雌蛙一般比雄蛙大隻，每次可以產下達4000顆蛙卵。

蛙卵的成長。

## 外部連結
- Amphibians of Europe （页面存档备份，存于）